# Трегубов, Иван Михайлович

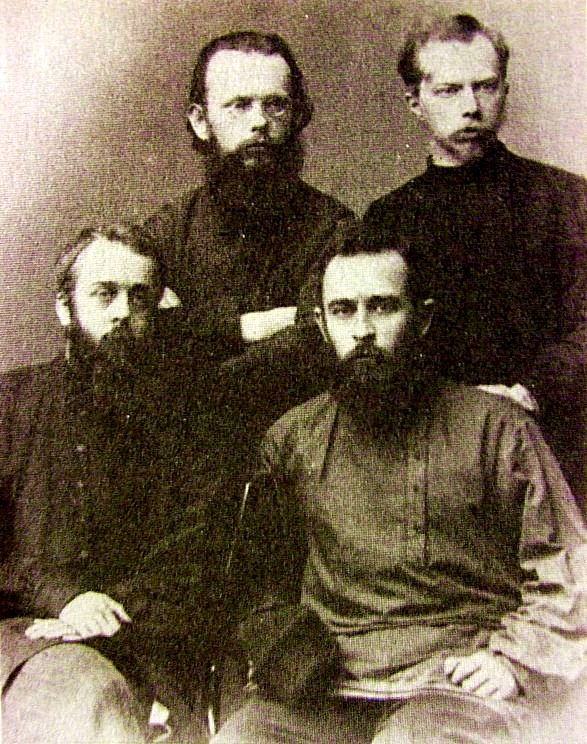
И. М. Трегубов, И. И. Горбунов-Посадов, П. И. Бирюков, Е. И. Попов

Ива́н Миха́йлович Трегу́бов (21 июня 1858, Полтавская губерния Российской империи — 22 июля 1931, посёлок Сузак, Казахстан СССР) — последователь Л. Н. Толстого. Антимилитарист. Автор ряда статей по сектантству. До революции 1917 г. был в ссылке, эмиграции, после — работал в Наркомземе, умер в ссылке.

## Биография
Иван Михайлович Трегубов родился 21 июня 1858 года в семье потомственного священника в Полтавской губернии. По окончании Полтавской Духовной Семинарии, откуда по собственному признанию вышел совершенным атеистом, он поступил воспитателем в мужское духовное училище в 1884 году, где пробыл до 1890 года.

### Православие и толстовство
Разочарованный в православной вере, в 1887 году он познакомился с запрещёнными произведениями Льва Толстого. «Толстовский» вариант христианства воодушевил Трегубова. Иван Михайлович принял его всем сердцем и оставался ему верен до конца жизни. Он начал раздавать религиозные писания Толстого лучшим ученикам, среди которых был пятнадцатилетний Георгий Гапон, которого Трегубов впоследствии называл «толстовцем в рясе». Своих воспитанников он побуждал к принятию священнического сана, чтобы с большим успехом проповедовать «очищенную Толстым религию».
В 1888 году Трегубов бурно разрывает с православием, обратившись к толстовцам с призывом совершить духовную революцию, намеченную на празднование 900-летия Крещение Руси в Киеве. По проекту Трегубова все «свободные христиане» (освободившиеся от «пут» православия) должны были пройти демонстрацией по Киеву, что-то вроде крестного хода с хоругвями, иконами, мощами и сбросить их в Днепр, как поступил когда-то князь Владимир с языческими идолами.

### В защиту свободы совести
Он начинает изучать сектантство: штундистов, молокан, иеговистов, духоборов и др., собирает о них материал, ведёт обширную переписку, встречается с руководителями сект, живёт у них, ведёт горячую полемику с православными миссионерами, ревностно выступает за свободу вероисповедания. Он даже пишет письмо обер-прокурору К. П. Победоносцеву, в котором признаётся, что хотел его убить за насилие над религиозной свободой, но не сделал это только потому, что познакомился с «истинно христианскими взглядами Толстого».
Будучи искренним и честным, Иван Михайлович в любых условиях открыто исповедовал свои взгляды, доходя до буквализма. Даже к своему паспорту Трегубов прилагал «необходимую поправку», неоднократно изымаемую полицией. На маленьком листочке, вкладываемом в паспорт, и предъявляемом вместе с ним, было написано:
«исповедуя Божественный закон любви и братства всех людей, я не могу принимать участия в тех учреждениях, которые нарушают этот закон, будучи основаны на противоположенном ему законе насилия и небратолюбия и поэтому: 1) я не могу принадлежать к „православному вероисповеданию“, благословляющему насилие и убийство людей на войне и в других случаях. Вероисповедание моё свободно христианское, сущность которого есть любовь без насилия; 2) не могу признавать себя „потомственным почётным гражданином“, то есть возвышать себя и унижать других, ибо „любовь не превозноситься“ и мы все дети одного Отца, братья между собою…». 
Однако такое отношение к православию не помешало ему поступить в 1891 году в Московскую Духовную Академию, чтобы лучше его изучить. По дороге в Троице-Сергиеву Лавру Трегубов заезжает в Ясную Поляну, где впервые лично встречается с Львом Толстым, с которым прежде познакомился по переписке.

### Ссылка и эмиграция
Проучился он всего лишь полтора года и вынужден был покинуть стены Академии после устроенного им митинга в защиту притесняемых властями киевских штундистов. Трегубов переезжает в Москву и работает в издательстве «Посредник», расширяя свою деятельность и продолжая собирать материалы о сектантах. В эти годы он особенно близко познакомился с духоборами, и в 1896 году принял участие в составлении воззвания «Помогите!», призывающего общество помочь истязуемым духоборам выехать за границу. К этому воззванию Л. Н. Толстой написал послесловие. Авторов воззвания: В. Г. Черткова, П. И. Бирюкова и И. М. Трегубова подвергли ссылке, но перед ссылкой Трегубов успел нелегально побывать на Кавказе, где и был арестован в Тифлисе и выслан в Курляндию (Эстонию). Чертков выбрал ссылку в Англию, где основал толстовское издательство. Вскоре к нему переехал и Трегубов.
До возвращения в Россию в 1905 году Трегубов побывал в Швейцарии, Англии, Франции, пополнял свой сектантский архив. Написал ряд воззваний социальной и антивоенной направленности. Среди них: «Всеобщая мирная стачка, как средство освобождения русского народа от православно-самодержавного деспотизма», «Довольно крови! Воззвание к рабочим всего мира», «Остановите смерть!»

### Малеванцы и трезвенники
Первое время по возвращении в Россию Трегубов жил у малеванцев, которые приняли его за антихриста, так как он не обоготворял Кондратия Малеванного. У малеванцев Трегубову удалось записать множество духовных псалмов. Возвратившись к работе в «Посреднике», Трегубов пишет воззвания к российской общественности против насилия и за свободу вероисповедания: «Воззвание в защиту современных христианских мучеников» и др. Эти воззвания он посылал на проверку Толстому, с которым советовался по всем значимым вопросам. В 1907 году Трегубов приезжает в Петербург для раздачи членам Госдумы брошюры Толстого «Единственное возможное решение земельного вопроса» и знакомится с Братцем Иоанном Чуриковым.
Трегубов посещает его беседы и с июня 1909 года начинает регулярно записывать и издавать их, сначала в сокращённом варианте в газете «Новая Русь», потом в 1912 году был составлен сборник бесед. Для Трегубова беседы Братца были интересны прежде всего своей нравственной направленностью: под воздействием проповеди Чурикова несколько тысяч человек бросили пить, курить, перестали есть мясо. Для записи и издания бесед Трегубов подошёл, как нельзя лучше. Он не был ни последователем, ни преследователем Братца. Он был наблюдателем, независящим ни от церковной, ни от светской власти, ни от авторитета Братца. Поэтому беседы, изданные Трегубовым, особо ценны своей достоверностью. Он относился к Чурикову доброжелательно, как и к московским «братцам», и вообще ко всем, независимо от вероисповедания. Однако некоторое влияние Чуриков на Ивана Михайловича оказал: он начал креститься, чего уже давно не делал, будучи противником церковных обрядов. Кроме того, Братец исцелил от глухоты жену Трегубова — княжну Елену Петровну Накашидзе.

### Первая мировая война
В результате принятия законов о веротерпимости в 1903—1905 годах российские инославные христиане получили право на свободу вероисповедания. В 1908 году Трегубовым была организована «Община свободных христиан» из числа единомышленников Толстого, которой вначале не хватало нужного количества членов для регистрации (50 человек), но вскоре число последователей увеличилось и Трегубов до 1914 года жил в Петербурге, принимая деятельное участие в многолюдных собраниях созданной им общины.
На Первую мировую войну И. М. Трегубов вместе с В. Ф. Булгаковым отозвались антивоенным воззванием «Опомнитесь люди-братья!». Это воззвание было подписано рядом единомышленников Л. Н. Толстого, которые вскоре были арестованы за его распространение. Больше года Трегубов провёл в Таганской тюрьме, откуда был выпущен в 1916 году. Суд закончился оправданием подсудимых.
В апреле 1917 года Трегубов напечатал воззвание «Привет творцам мирной революции», под которым подписались в числе прочих и несколько трезвенников-колосковцев во главе с Колосковым. По приглашению Колоскова Трегубов жил в его общине свободных христиан «Трезвая жизнь» и даже помогал ему вести собрания. После того, как Колосков увлёкся учением евангельских христиан и крестил в реке своих трезвенников, Трегубов от него переехал.

### Работа в Народном комиссариате земледелия

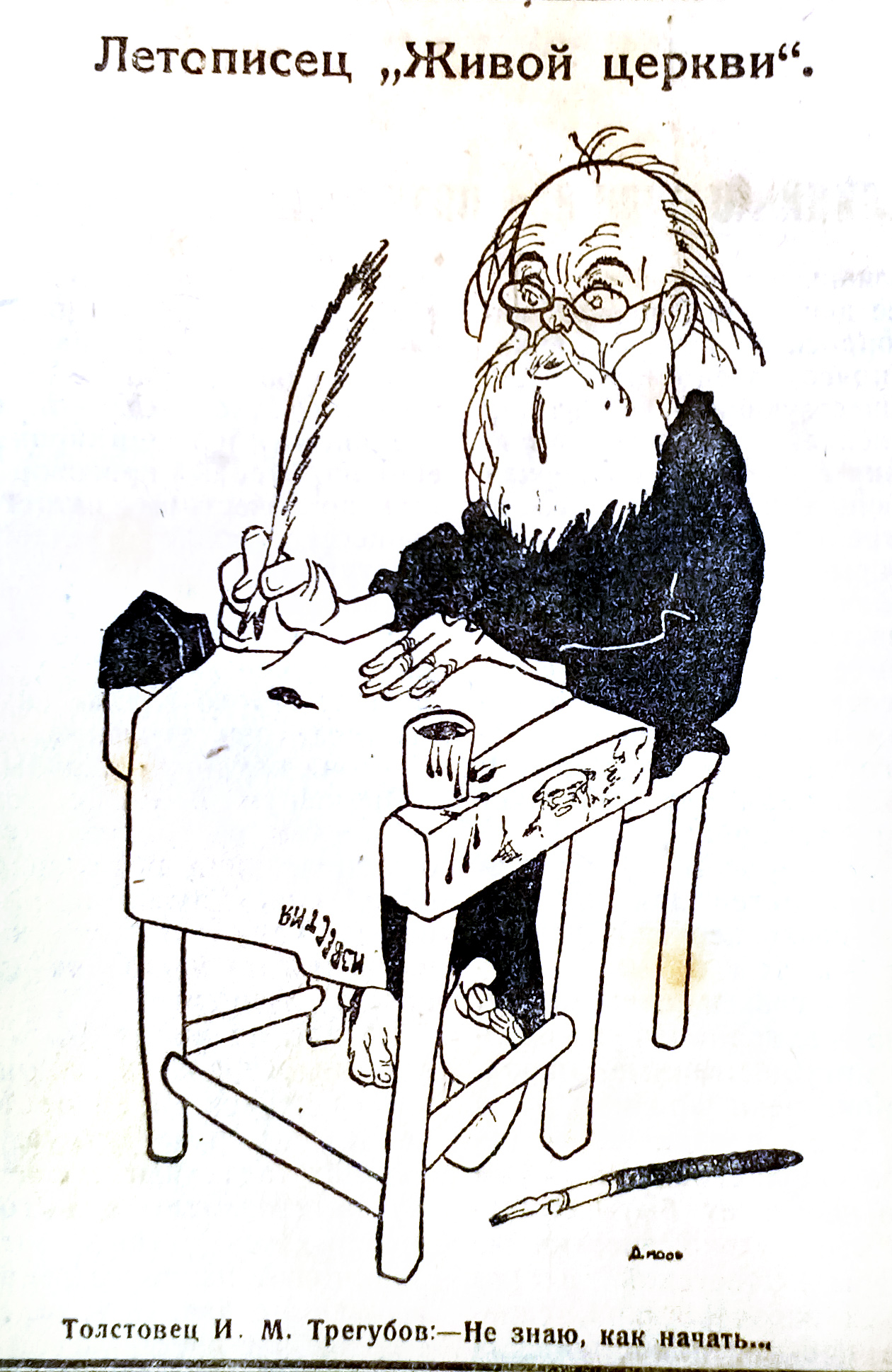
Карикатура на И. М. Трегубова в газете «Наука и религия»

После революции Трегубов служил в Наркомземе, где в 1920—1921 годах состоял в должности инструктора по организации сектантских общин.
С 1923 года являлся официальным уполномоченным духоборческих общин Северного Кавказа и Украины. Был участником пяти съездов Советов. Первое время власти лояльно относились к его религиозным убеждениям, которые не отождествлялись ни с Православием, ни с какой другой церковью. К тому же Трегубов выступил в поддержку просоветской «Живой Церкви».
Но даже такую расплывчатую религиозность власти со временем перестали терпеть. Трегубов был слишком честен для этой власти. Находясь на службе в органах советских власти, Трегубов остался верен себе, сколько было в его силах, заступаясь перед властями за обижаемых, помогая устроиться сиротам, находить работу, поступить на место, получить паёк и т. д. Его ходатайства за арестованных толстовцев, духоборов, молокан, трезвенников, посещение арестованного Иоанна Чурикова в 1930 году — всё это свидетельство мужества Ивана Михайловича.

### Ссылка и смерть
В 1929 году в СССР началась сплошная насильственная коллективизация. Давний знакомый Л. Н. Толстого и И. М. Трегубова крестьянин-писатель М. П. Новиков написал открытое письмо «О поднятии урожайности в крестьянском хозяйстве». Желая поддержать автора письма, Иван Михайлович сопроводил это письмо своей докладной запиской и отправил в различные инстанции: Наркомзем, Колхозцентр, РКИ, ЦК ВКП(б), ЦИК СССР, СНК СССР и лично И. В. Сталину.
Вскоре И. М. Трегубов и М. П. Новиков были арестованы. Иван Михайлович Трегубов скончался в ссылке 22 июля 1931 года в казахском посёлке Сузак.

## Сочинения
- Ив. Трегубов «Георгий Гапон и всеобщая стачка» // «Освобождение», № 66. Под ред. П. Струве, Париж 1905
- «Беседы Братца Иоанна Чурикова от 2 мая 1910 года по 1 мая 1911 года». С предисловием Ивана Трегубова, СПб, Типо-литография П. Т. Ревина. 1911, 554 с.
- И. М. Трегубов «Мир с животными, провозглашенный народными трезвенниками», Изд. 2-е, СПб, Типография И. В. Леонтьева, 1913.

- И. М. Трегубов «Мир мой даю вам, не так, как мир дает». М., «Посредник», 1917.
- Трегубов И. М. «Назарены. Религиозное движение в Венгрии, Сербии и Болгарии (Из истории отказов от военной службы)». Под редакцией и с предисловием К. С. Шохор-Троцкого, М., «Общество истинной свободы в память Л. Н. Толстого», 1920, 75 с.

- Ив. Трегубов. Сектантские колхозы // «Вестник Духовных Христиан Молокан» (Москва), № 1-2, 1925.
- Ив. Трегубов. Советско — коммунистическое строительство среди сектантов-молокан // «Вестник Духовных Христиан Молокан» (Москва), № 1-2, 1925.